# Helpaphorus
Helpaphorus is een geslacht van vlinders van de familie vedermotten (Pterophoridae).

## Soorten
- H. boby Gibeaux, 1994
- H. festivus (Bigot, 1964)
- H. griveaudi (Bigot, 1964)
- H. imaitso Gibeaux, 1994
- H. testaceus Gibeaux, 1994